# 131-es főút (Magyarország)
Az 131-es főút Komárom délnyugati elkerülője volt. Hossza mintegy 3,8 kilométer. 2022 őszi állapot szerint úgy tűnik, hogy a teljes nyomvonala már a 13-as főút részét, annak kezdeti szakaszát képezi.

## Nyomvonala
A várostól délre ágazott ki északnyugati irányban a 13-as főútból egy körforgalomnál, majd betorkollott az 1-es főútba Komáromtól nyugatra. Miután megépült a Monostori híd, amely a várost elkerülve létesített új közúti kapcsolatot Magyarország és Szlovákia (Révkomárom) között, a 131-es főút is azon vezetett tovább, az országhatárig; folytatása azon túl a szlovákiai 64-es főút volt.
Az út célja, hogy az ipari parkot összekösse az M1-es autópályával, így a tranzitforgalom nagy része alól mentesíteni tudja a belvárost. A Monostori hídnak köszönhetően pedig már Észak-Komárom belvárosa is elkerülhetővé vált.
Ismeretlen időpontban a 131-es útszámozás megszűnt, s ezt az útvonalat a 13-as főút részévé minősítették át, míg a 13-as korábbi, lakott területeken is áthaladó szakasza (továbbra is főúti besorolással) a 132-es útszámozást kapta.